# Campeonato Mundial de Piragüismo en Aguas Tranquilas de 2024
El XLIX Campeonato Mundial de Piragüismo en Aguas Tranquilas se celebró en Samarcanda (Uzbekistán) entre el 23 y el 25 de agosto de 2024 bajo la organización de la Federación Internacional de Piragüismo (ICF) y la Federación Uzbeka de Piragüismo.
En este campeonato solo fueron disputadas las pruebas no incluidas en los Juegos Olímpicos de París 2024.
Las competiciones se realizaron en el Canal de Regatas de Samarcanda.

## Medallistas

### Masculino
| Evento            | Oro                                            | Plata                                                | Bronce                                            |
| ----------------- | ---------------------------------------------- | ---------------------------------------------------- | ------------------------------------------------- |
| K1 200 m (25.08)  | Messias Baptista Portugal 34,876 s             | Jakub Stepun · Polonia · 34,945 s                    | Carlos Garrote · España · 35,308 s                |
| K1 500 m (25.08)  | Josef Dostál · República Checa · 1:37,309      | Fernando Pimenta Portugal 1:38,049                   | Uladzislau Kravets · AIN · 1:38,437               |
| K2 1000 m (24.08) | Mikita Borykau · Aleh Yurenia · AIN · 3:19,104 | Joakim Lindberg · Martin Nathell · Suecia · 3:20,543 | Felix Frank · Martin Hiller · Alemania · 3:21,736 |
| K1 5000 m (25.08) | Mads Pedersen Dinamarca 22:39,488              | Fernando Pimenta Portugal 22:55,097                  | Joakim Lindberg · Suecia · 22:59,119              |
| C1 200 m (25.08)  | Oleksii Koliadych · Polonia · 38,660           | Pablo Graña Alonso · España · 39,083                 | Zaza Nadiradze Georgia 39,180                     |
| C1 500 m (25.08)  | Serghei Tarnovschi Moldavia 1:47,312           | Martin Fuksa · República Checa · 1:48,405            | Cătălin Chirilă · Rumania · 1:48,456              |
| C2 1000 m (24.08) | Zajar Petrov · Ivan Dmitriyev · AIN · 3:41,510 | Balázs Adolf · Dániel Fejes · Hungría · 3:42,120     | Yuri Vandiuk · Pavlo Borsuk · Ucrania · 3:42,433  |
| C1 5000 m (25.08) | Wiktor Głazunow · Polonia · 25:33,565          | Serghei Tarnovschi Moldavia 25:49,341                | Balázs Adolf · Hungría · 25:30,410                |

### Femenino
| Evento            | Oro                                                         | Plata                                             | Bronce                                                                   |
| ----------------- | ----------------------------------------------------------- | ------------------------------------------------- | ------------------------------------------------------------------------ |
| K1 200 m (25.08)  | Liudmyla Kuklinovska · Ucrania · 41,414 s                   | Anastasiya Dolgova · AIN · 42,183 s               | Bolette Iversen · Dinamarca · Janka Rugonfalvi-Kiss · Hungría · 42,761 s |
| K2 200 m (25.08)  | Svetlana Chernigovskaya · Anastasiya Dolgova · AIN · 37,326 | Volha Judzenka · Maryna Litvinchuk · AIN · 37,667 | Réka Kiskó · Angelina Szegedi · Hungría · 38,668                         |
| K1 1000 m (24.08) | Emese Kőhalmi · Hungría · 4:03,433                          | Maryna Litvinchuk · AIN · 4:07,277                | Melina Andersson · Suecia · 4:07,687                                     |
| K1 5000 m (25.08) | Emese Kőhalmi · Hungría · 25:18,913                         | Maryna Litvinchuk · AIN · 25:35,267               | Miriam Vega · España · 25:58,804                                         |
| C2 200 m (25.08)  | Yuliya Trushkina · Inna Nedelkina · AIN · 43,053            | Daniela Cociu Maria Olărașu Moldavia 44,104       | Xu Shengnan Xiang Jingjing China 44,664                                  |
| C1 500 m (25.08)  | Liudmyla Luzan · Ucrania · 2:06,881                         | María José Mailliard · Chile · 2:08,912           | Mariya Brovkova · Kazajistán · 2:09,731                                  |
| C1 1000 m (24.08) | Alena Nazdrova · AIN · 4:45,286                             | Giada Bragato · Hungría · 4:47,684                | Jiang Xina China 4:49,521                                                |
| C1 5000 m (25.08) | María José Mailliard · Chile · 31:15,084                    | Annika Loske · Alemania · 31:37,596               | Valeriya Tereta · Ucrania · 31:53,522                                    |

### Mixto
| Evento           | Oro                                                                                        | Plata                                                                                          | Bronce                                                                                     |
| ---------------- | ------------------------------------------------------------------------------------------ | ---------------------------------------------------------------------------------------------- | ------------------------------------------------------------------------------------------ |
| K2 500 m (24.08) | Teresa Portela Messias Baptista Portugal 1:37,592                                          | Volha Judzenka · Dzmitry Natynchyk · AIN · 1:37,603                                            | Anežka Paloudová · Josef Dostál · República Checa · 1:38,340                               |
| K4 500 m (25.08) | Nadzeya Kushner · Volha Judzenka · Uladzislau Kravets · Dzmitry Natynchyk · AIN · 1:24,907 | Laura Újfalvi · Emese Kőhalmi · Márk Opavszky · Gergely Balogh · Hungría · 1:25,731            | Mia Medved Anja Osterman Anže Urankar Rok Šmit Eslovenia 1:26,980                          |
| C2 500 m (25.08) | Alexei Korovashkov · Yekaterina Shliapnikova · AIN · 1:47,898                              | Kincső Takács · Jonatán Hajdu · Hungría · 1:48,693                                             | Uladzislau Paleshko · Inna Nedelkina · AIN · 1:49,343                                      |
| C4 500 m (25.08) | Sofiya Shtil · Yekaterina Shliapnikova · Zajar Petrov · Ivan Shtyl · AIN · 1:37,187        | Anhelina Bardanouskaya · Uladzislau Paleshko · Vitali Asetski · Volha Klimava · AIN · 1:38,694 | Valeria Oliveira · Viktoria Yarchevska · Manuel Fontán · Adrián Sieiro · España · 1:39,753 |

1. ↑  Descalificación del kayak de Portugal ganador de la medalla de plata, integrado por Teresa Portela y Francisca Laia, por dopaje de Francisca Laia.[2]
2. ↑  Descalificación del kayak de Portugal ganador de la medalla de bronce, integrado por Teresa Portela, Fernando Pimenta, Messias Baptista y Francisca Laia, por dopaje de Francisca Laia.[2]

## Medallero
| Núm. | País            | Oro | Plata | Bronce | Total |
| ---- | --------------- | --- | ----- | ------ | ----- |
| 1    | AIN             | 4   | 5     | 2      | 11    |
| 2    | AIN             | 4   | 1     | 0      | 5     |
| 3    | Hungría         | 2   | 4     | 3      | 9     |
| 4    | Portugal        | 2   | 2     | 0      | 4     |
| 5    | Polonia         | 2   | 1     | 0      | 3     |
| 6    | Ucrania         | 2   | 0     | 2      | 4     |
| 7    | Moldavia        | 1   | 2     | 0      | 3     |
| 8    | República Checa | 1   | 1     | 1      | 3     |
| 9    | Chile           | 1   | 1     | 0      | 2     |
| 10   | Dinamarca       | 1   | 0     | 1      | 2     |
| 11   | España          | 0   | 1     | 3      | 4     |
| 12   | Suecia          | 0   | 1     | 2      | 3     |
| 13   | Alemania        | 0   | 1     | 1      | 2     |
| 14   | China           | 0   | 0     | 2      | 2     |
| 15   | Eslovenia       | 0   | 0     | 1      | 1     |
| 15   | Georgia         | 0   | 0     | 1      | 1     |
| 15   | Kazajistán      | 0   | 0     | 1      | 1     |
| 15   | Rumania         | 0   | 0     | 1      | 1     |
|      | TOTAL           | 20  | 20    | 21     | 61    |

1. 1 2 3 4 5 6 7 8 9 10 11 12  Los deportistas de Bielorrusia compitieron bajo la denominación «Atletas Individuales Neutrales» y las siglas AIN.
2. 1 2 3 4 5 6  Los deportistas de Rusia compitieron bajo la denominación «Atletas Individuales Neutrales» y las siglas AIN.